# Estanyol (Gerona)
Estanyol es una entidad de población española del municipio de Bescanó, perteneciente a la provincia de Gerona, en la comunidad autónoma de Cataluña.

## Toponimia
El nombre del lugar puede aparecer referido con las grafías Estañol y Estanyol.

## Historia
A mediados del siglo XIX el lugar, por entonces con ayuntamiento propio, tenía contabilizada una población de 168 habitantes. Aparece descrito en el séptimo volumen del Diccionario geográfico-estadístico-histórico de España y sus posesiones de Ultramar de Pascual Madoz de la siguiente manera:

ESTAÑOL: l. con ayunt. en la prov., part. jud. y dióc. de Gerona (2 leg.), aud. terr. y c. g. de Barcelona (18): sit. en llano con buena ventilacion y clima saludable. Tiene una igl. parr. servida por un cura de ingreso. El térm. confina con Monfullá, Aiguaviva, Salitja, San Dalmay, Bruñola y Bescanó. El terreno es de mediana calidad, y le cruzan varios caminos locales. prod.: trigo, legumbres, vino y aceite; cria ganado y caza de diferentes especies. pobl.: 29 vec., 168 almas. cap. prod.: 4.186,000. imp.: 104,630.
(Madoz, 1847, p. 589)

En la actualidad pertenece al municipio de Bescanó. En 2022 la entidad singular de población tenía empadronados 195 habitantes.